# Bunsenstativ

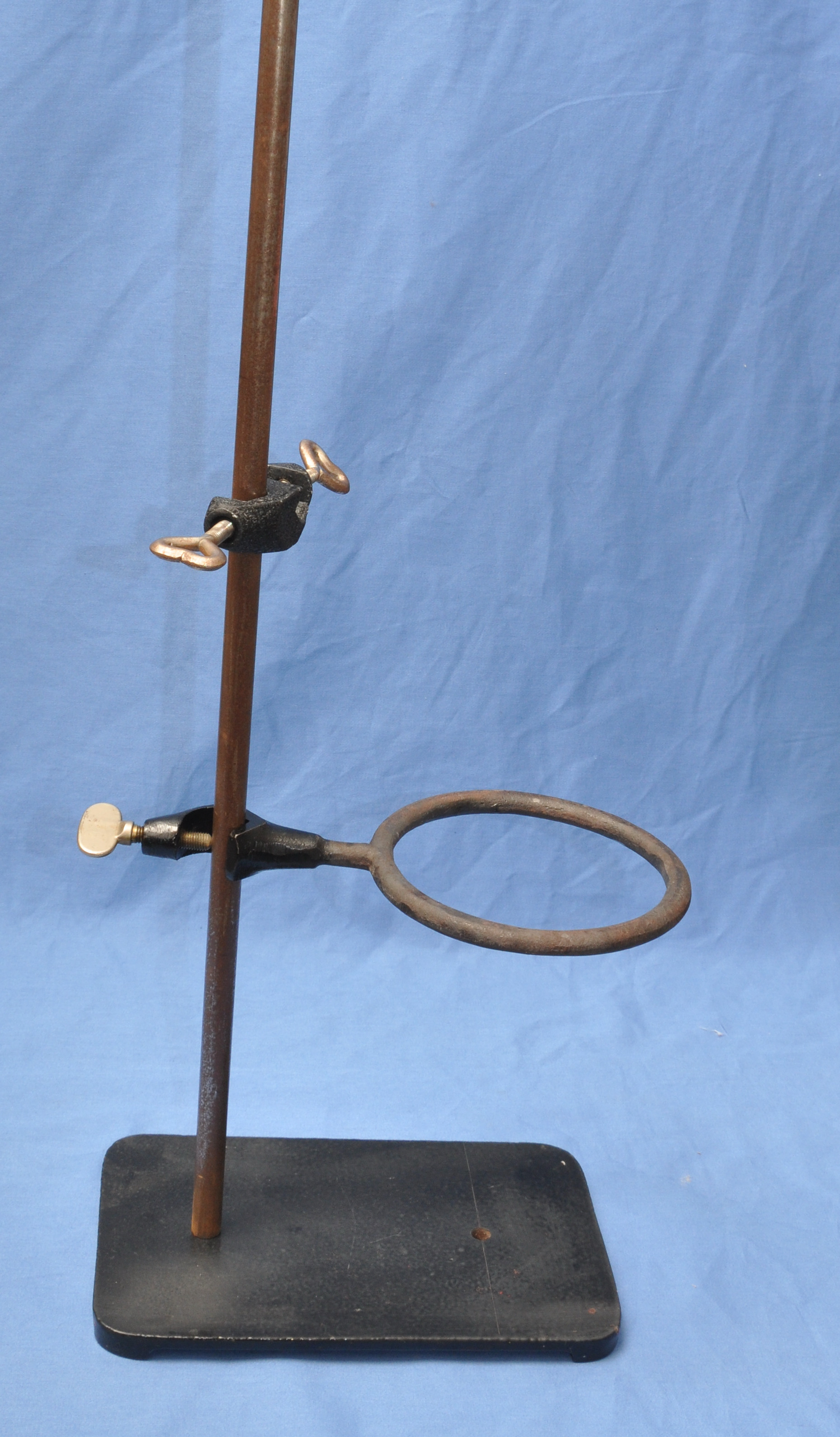
Bunsenstativ mit Kochring und Kreuzklemme

Das Bunsenstativ, benannt nach dem deutschen Chemiker Robert Wilhelm Bunsen, (auch Laborstativ) ist ein Hilfsmittel im chemischen Labor.
In der Grundform besteht es aus einer schweren metallenen Grundplatte von ca. 10 cm × 25 cm und einer an einer Schmalseite senkrecht eingeschraubten runden Metallstange (Stativstange) von 10 bis 12 mm Durchmesser verschiedener Länge. An dieser Stange können mit Klemmen unterschiedlicher Konstruktion weitere Hilfsmittel, auch Gefäße, Büretten etc. in beliebiger Position und Höhe befestigt werden.
Bunsenstative können auch zu mehreren (mit Stangen und Klemmen) für umfangreiche Aufbauten zusammengefasst werden.
Obwohl vorhanden, werden Bunsenstative mit runden oder tonnenförmigen Füßen wegen der geringeren Standsicherheit selten eingesetzt.
Ein Kochring an einem Bunsenstativ ersetzt oft den starren Dreifuß.